# August Jungstedt
August Jungstedt, född Carl August Torgny Jungstedt 21 april 1849 i Norrköping, död 2 november 1915 i Halmstad, var en svensk tullförvaltare i Halmstad och porträttmålare.
Han var son till tullinspektören Johan Nikolaus Jungstedt och Mathilda Sundius samt gift med Sophie Barthelson och bror till konstnären Axel Jungstedt.
Jungstedt var riddare av Kungliga Vasaorden  Jungstedt ansågs som en framstående porträttmålare och han finns representerad på Hallands museum med ett landskapsmåleri.